# Марангос, Спирос
Спи́рос Маранго́с (греч. Σπύρος Μαραγκός, род. 20 февраля 1967, Лефкас, Ионические острова) — греческий футболист, игравший на позиции полузащитника, и тренер.

## Клубная карьера
Марангос начал свою футбольную карьеру в клубе «Паниониос». В сезоне 1986/87 дебютировал за команду в чемпионате Греции и провел за неё следующие 3,5 сезона. За «Паниониос» сыграл 66 матчей и отметился одним голом. В начале 1990 года Марангос подписал контракт с клубом «Панатинаикос». В своем первом сезоне 1989/90 стал одним из лидеров команды и получил вызов в состав национальной сборной Греции. В 1991 году вместе с Панатинаикосом" сделал золотой дубль — выиграл национальный чемпионат и стал обладателем Кубка Греции. В 1996 году столичный клуб дошел до полуфинала Лиги чемпионов. В том же году перешел в клуб ПАОК и сыграл за него 2 сезона. В 1998 году подписал контракт с клубом чемпионата Кипра «Омония». За «Омонию» Марангос провел один сезон, сыграв 31 матч и забив 5 голов. В 1999 вновь вернулся к ПАОК, в котором отыграл 1 год. В 2000 перешел в кипрского АПОЭЛ, в котором через 2 года завершил карьеру.

### Клубная статистика
| Сезон   | Клуб             | Страна | Лига         | Матчи | Голи |
| ------- | ---------------- | ------ | ------------ | ----- | ---- |
| 1986/87 | Паниониос        | Греция | Альфа Этники | 9     | 0    |
| 1987/88 | Паниониос        | Греция | Альфа Этники | 22    | 0    |
| 1988/89 | Паниониос        | Греция | Альфа Этники | 24    | 0    |
| 1989/90 | Паниониос        | Греция | Альфа Этники | 11    | 1    |
| 1989/90 | Панатинаикос     | Греция | Альфа Этники | 20    | 1    |
| 1990/91 | Панатинаикос     | Греция | Альфа Этники | 30    | 0    |
| 1991/92 | Панатинаикос     | Греция | Альфа Этники | 31    | 4    |
| 1992/93 | Панатинаикос     | Греция | Альфа Этники | 33    | 3    |
| 1993/94 | Панатинаикос     | Греция | Альфа Этники | 28    | 1    |
| 1994/95 | Панатинаикос     | Греция | Альфа Этники | 29    | 4    |
| 1995/96 | Панатинаикос     | Греция | Альфа Этники | 26    | 4    |
| 1996/97 | Панатинаикос     | Греция | Альфа Этники | 2     | 0    |
| 1996/97 | ПАОК             | Греция | Альфа Этники | 20    | 4    |
| 1997/98 | ПАОК             | Греция | Альфа Этники | 31    | 5    |
| 1998/99 | Омония (Никосия) | Кипр   | Дивизион А   | 31    | 5    |
| 1999/00 | ПАОК             | Греция | Альфа Этники | 25    | 1    |
| 2000/01 | АПОЭЛ            | Кипр   | Дивизион А   | 23    | 3    |
| 2001/02 | АПОЭЛ            | Кипр   | Дивизион А   | 21    | 1    |
|         | Всего:           | Всего: | Всего:       | 416   | 37   |

## Международная карьера
Дебют за национальную сборную Греции состоялся 25 января 1993 в товарищеской встрече против сборной Португалии, в котором греки уступили со счетом 1:2. В ноябре того же года сборная Греция получила решающую победу в своей отборочной группе и впервые получила право на участие в финальной части чемпионатов мира. 27-летний Марангос, который тогда выступал за «Панатинаикос», был включен в состав тренером команды, Алкетасом Панагулиасом, которая должна была ехать на чемпионат мира 1994 в США. В финальной части сборная Греции попала в группу D, в которой также выступали сборные Нигерии, Болгарии и Аргентины. Свою первую встречу против аргентинцев греческая сборная проиграла со счетом 0:4, а через три дня — поражение от болгар с таким же счетом. Последний матч «мундиаля» Греция проиграла нигерийцем со счетом 0:2. Греческая сборная покинула чемпионат уже после группового раунда соревнований, не забив ни одного гола и пропустив 10 показав один из худших выступлений в финальных частях чемпионатов мира. Марангос сыграл в двух матчах: против Аргентины и Болгарии. В общем он сыграл в 26 матчах за сборную.

## Достижения

### «Панатинаикос»
- Чемпион Греции: 1989/90,1990/91, 1994/95, 1995/96
- Обладатель Кубка Греции: 1990/91, 1992/93, 1993/94, 1994/95
- Обладатель Суперкубка Греции: 1992/93, 1993/94

### АПОЭЛ
- Чемпион Кипра: 2001/02